# Óscar Santillán
Óscar Santillán (nacido 1980, en Ecuador) es un artista visual ecuatoriano quién vive entre Países Bajos y Ecuador. Recibió su maestría en Bellas Artes en Escultura de Universidad de la Mancomunidad de Virginia (VCU), y ha hecho estudios institutos como la Jan Van Eyck Academie, Skowhegan, y Siete Abajo. Ha enseñado en la Universidad de las Artes (Uarts) en Filadelfia, PA; y en el  Instituto de Artes del Ecuador (ITAE).
Santillán ha exhibido su trabajo en el castillo Oud-Rekem (Bélgica), en el Southeastern Center for Contemporary Art -SECCA (Estados Unidos), en la galería Marilia Razuk (São Paulo, Brasil), Fundación Odeón (Bogotá, Colombia), Munikat (Múnich, Alemania), en la galería Vogt (Nueva York, Estados Unidos), en la galería DPM (Guayaquil, Ecuador), Washington Project of the Arts Biennial (Estados Unidos), Pierogi's Boiler (Nueva York), entre otros locales.